# 梨谷桃子
梨谷 桃子（なしたに ももこ、1991年7月1日 - ）は、日本のオペラ歌手（ソプラノ）。欧文表記だと「Momoko Nashitani」。

## 人物・来歴
奈良県桜井市出身。奈良県立高田高等学校を経て2014年大阪音楽大学卒。第14回大阪国際コンクール Age-U オペラコース第三位。第67回全日本学生音楽コンクール 大学・一般の部 大阪大会第三位。同コンクール全国大会にて横浜市民賞受賞。第6回東京国際コンクール 新進声楽家部門 第二位。同コンクール予選にて金賞、西日本准本選にて神戸新聞社賞受賞。第28回宝塚ベガ音楽コンクール 声楽部門第四位。第32回摂津音楽祭リトルカメリアコンクールにて金賞、大阪府知事賞、聴衆審査賞を受賞。2017年1月からさわかみオペラ芸術振興財団の助成を得て渡伊。荒田祐子氏、山崎美奈の各氏に師事。関西歌劇団正団員。イタリア在住。

## 公演歴
- 2016年12月 「第30回 リトルカメリア推薦コンサート」に出演、日本センチュリー交響楽団と共演。
- 2017年5月 ラティザーナ・オデオン劇場『ジャンニ・スキッキ』にてラウレッタ役[3]
- 2017年9月 ジャパン・オペラ・フェスティヴァル『椿姫』にてフローラ役 [4]
- 2018年1月 トリエステ・ヴェルディ歌劇場『イル・トロヴァトーレ』にてイネス役 [5]
- 2018年12月 関西紅白オペラ歌合戦に出演、大阪交響楽団と共演 [6]
- 2019年3月 「第32回 リトルカメリア推薦コンサート」に出演、日本センチュリー交響楽団と共演。
- 2020年12月 さわかみオペラin徳島『道化師』にてネッダ役
- 2020年12月 兵庫県立芸術文化センター『ワンコイン・コンサート』出演[7]